# جاورسجین
جاورسجین، روستایی در دهستان درگزین علیا بخش شاهنجرین شهرستان درگزین در استان همدان ایران است.
نام قدیمی این روستا گوورسون بوده است که بعد از انقلاب به علت عدم آشنایی کارمندان ادارات به زبان ترکی به اشتباه به جاورسجین تغییر نام یافته است.
در زبان ترکی به گبر ها(غیر مسلمانان) گوور گفته می‌شود. به دلیل این که در گذشته ساکنان این روستا غیر مسلمان بوده‌اند به آن گوورسون گفته می‌شد.
.نامهای باستانی روستاهای منطقه مانند گوورسون (جاورسجین)، تپه‌ی باستانی گوورقالا در مکان قبلی روستای تاریخی وسمق و ... نشان دهنده‌ی وجود آیین زردشتی در میان مردم گبر (گوور) این منطقه بوده است.

## جمعیت
بر پایه سرشماری عمومی نفوس و مسکن در سال ۱۳۹۵، جمعیت این روستا برابر با ۱۱۵ نفر (۳۵ خانوار) بوده‌است.